# Guilhem de Mur
Guilhem de Mur (fl. darrer quart del s. XIII) fou un trobador occità, probablement originari de Lo Mur de Barrés.

## Vida
Guilhem de Mur fou un trobador contemporani de Guiraut Riquier, amb qui intercanvià diverses composicions, i com ell, present en la cort del comte Enric II, comte de Rodés de 1270-1304. De Guilhem de Mur se'n conserva una cançó de croada i la resta de la seva obra, set composicions més, són intercanvis amb altres trobadors: quatre partiments amb Guiraut Riquier, dos amb Enric de Rodés i un tornejament amb quatre intervinents: els tres ja mencionats més un tal Marquès, no identificat.

## Obra
- (226,1 = 248,25 = 140,1a = 296,1)[2] De ço dont ieu soi dobtos (tornejament amb Guiraut Riquier, Enric II de Rodés i un tal Marqués)
- (226,2) D'un sirventes far mi sia dieus guitz (cançó de croada)
- (226,3 = 248,36) Guilhem de Mur, chauzetz d'esta partida (partiment amb Guiraut Riquier)
- (226,4 = 248, 37) Guilhem de Mur, que cuia far (partiment amb Guiraut Riquier)
- (226,5 = 140, 1b) Guillem de Murs, .I. enujos (partiment amb Enric II de Rodés)
- (226,6a = 140, 1c) Guilhem, d'un plait novel (partiment amb Enric II de Rodés)
- (226,7) Guiraut Riquier, pois qu'etz sabents (partiment amb Guiraut Riquier)
- (226,8) Guiraut Riquier, segon vostr' escient (partiment amb Guiraut Riquier; el comte de Rodés en fa de jutge)